# Nieuw-Sint-Truiden
Nieuw-Sint-Truiden is een tuinwijk in het noordwesten van Sint-Truiden.
De wijk werd gebouwd tijdens het interbellum. Ze is gelegen tussen de Stationswijk, Guvelingen, Gorsem en Halmaal. In het uiterste noordwesten van deze wijk vindt men sportcomplexen.

## Bezienswaardigheden
- Grevensmolen
- Sint-Augustinuskerk